# ヴェルナー・ブライトシュベルト
ヴェルナー・ブライトシュベルト（Werner Breitschwerdt、1927年9月30日 - 2021年12月20日）は、ドイツの自動車技術者であり、実業家である。ドイツの自動車メーカーであるダイムラー・ベンツで、取締役会会長を務めたことで知られる。

## 概要
前身であるダイムラーやベンツ社の創業期を除けば初の、技術部門の総責任者の経験がある同社経営者である。技術部門の責任者をしていた時に担当した小型セダン190シリーズ（W201、1982年発売）は、ブライトシュベルトが経営を担っている間（1983年 - 1987年）のダイムラー・ベンツの乗用車販売の屋台骨を支え、発売から10年以上に渡って販売されるロングセラーとなった。ブライトシュベルトの退任後に発売された後継車（W202）からは「Cクラス」と区分されるようになり、ブライトシュベルトが手掛けたW201を嚆矢として、メルセデス・ベンツの車種は多品種化とセグメント分けが進むことになる。
メルセデス・ベンツのモータースポーツ活動にも深く関わり、管轄していた乗用車開発部門を通じて1970年代には同社のラリー参戦を推し進め、1980年代にはグループC車両を製作していたザウバーにメルセデス・ベンツエンジンを供給する決定を行った。ダイムラー・ベンツは1955年限りで（ラリーを除く）モータースポーツ活動を休止していたが、ブライトシュベルトがザウバーへのエンジン供給を後押ししたことで、ブライトシュベルト退任後の1988年にモータースポーツに完全復帰することになった。

## 経歴
1927年生まれのブライトシュベルトは10代半ばを第二次世界大戦の中で送り、16歳の時（1943年頃）に徴兵対象となって東部戦線で兵役に就いた。
戦後に復員した後はシュトゥットガルト工科大学で学び、当初は物理学を学んだが、在学中に電気工学に転じて1952年に卒業した。
卒業後、同大学で助手として勤務した後、1953年4月にダイムラー・ベンツに見習いエンジニア（電気技師）として入社した。当時、同社ではコンピュータ支援による車両設計を模索しているチームがあり、ブライトシュベルトはそのチームの担当を入社して間もなく任され、その後、同社のボディ設計部門などで経験を積んだ。
ブライトシュベルトは1960年からは100以上の発明をしてダイムラー・ベンツに大量の特許をもたらすようになり、1963年10月には配属先である同車のジンデルフィンゲン工場の車両試験部門において責任者となった。
その後も昇進を重ね、1965年には試験車両の部門の主任技師となり、1967年には同部門全体の監督者の一人となった。この間、アンチロック・ブレーキ・システム（ABS）の開発についてブライトシュベルトは顕著な貢献を果たし、メルセデス・ベンツ社は1970年にABSの開発発表を行い、Sクラス・W116の1978年モデルにおいて市販車としては世界で初めてABSを搭載した。

### 「C101」

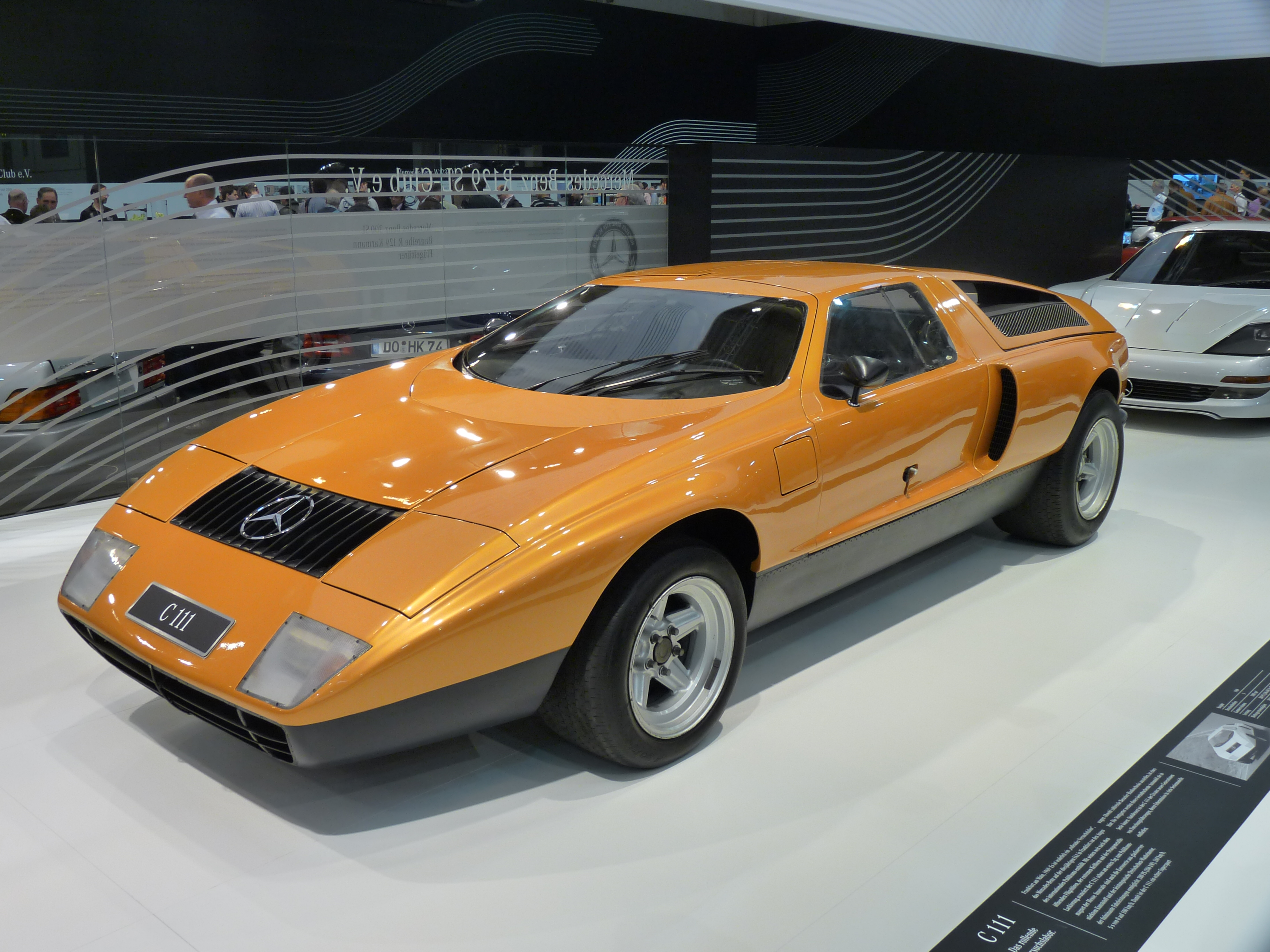
C111（1969年）

1968年当時、ダイムラー・ベンツのかつてのレース部門（Rennabteilung）の責任者で、伝説的なエンジニアとして知られていたルドルフ・ウーレンハウトが、ヴァンケルエンジン搭載車両の開発計画である「C101」という試作車プロジェクトを進めていた。
「C101」は1968年末に完成したが、試作車であるため、そのボディは間に合わせのものだった。ダイムラー・ベンツのボディ開発の全体を統括しており、ブライトシュベルトの上司でもあるカール・ヴィルフェルトはC101のボディのみすぼらしさに不満を持ち、ブライトシュベルトとともに新たなボディの開発を始めた。
この際、あくまで実用車としての範囲で（可動フラップなどは使わず）ドラッグの少ないボディワークとすることを条件として設計が進められた（スタイリングの実作業はブルーノ・サッコとヨーゼフ・ガリッツェンドルファーによって行われた）。設計自体は2ヶ月弱の短期間で仕上がったが、問題は当時のメルセデス・ベンツ車にはない流麗なボディを製造する方法であり、当時のメルセデス・ベンツ車（乗用車）では用いられていないグラスファイバーが用いられることになり、その製造のため、ブライトシュベルトは製造ノウハウを持つトラック部門に協力を要請して実現した。新たなボディを与えられたC101は、「C111」に改名されて発表された。
1971年にはブライトシュベルトはボディ開発部門においてヴィルフェルトに次ぐ副責任者に任命され、そのヴィルフェルトの引退に伴い、1974年に同部門の責任者に昇進した。

### 車両開発責任者
1977年初め、ブライトシュベルトはダイムラー・ベンツの取締役となり、翌1978年3月には同社の車両開発と研究全体の責任者であるハンス・シェレンベルクの跡を継いで、同社の車両開発全体の責任者となった。
開発責任者を務めている間、ブライトシュベルトはダイムラー・ベンツの従来の特徴でもある車両の安全性と乗員保護の精神を継承して発展を決定づけていき、同時に、経済性と環境への配慮の面でも大きな進歩をもたらした。
ブライトシュベルトはそれまでの同社のラインナップにはない小型セダンの開発を後押しし、この施策により開発されたのが「190」（W201）である。（他の関連車両は「#代表作」を参照）

### 取締役会会長

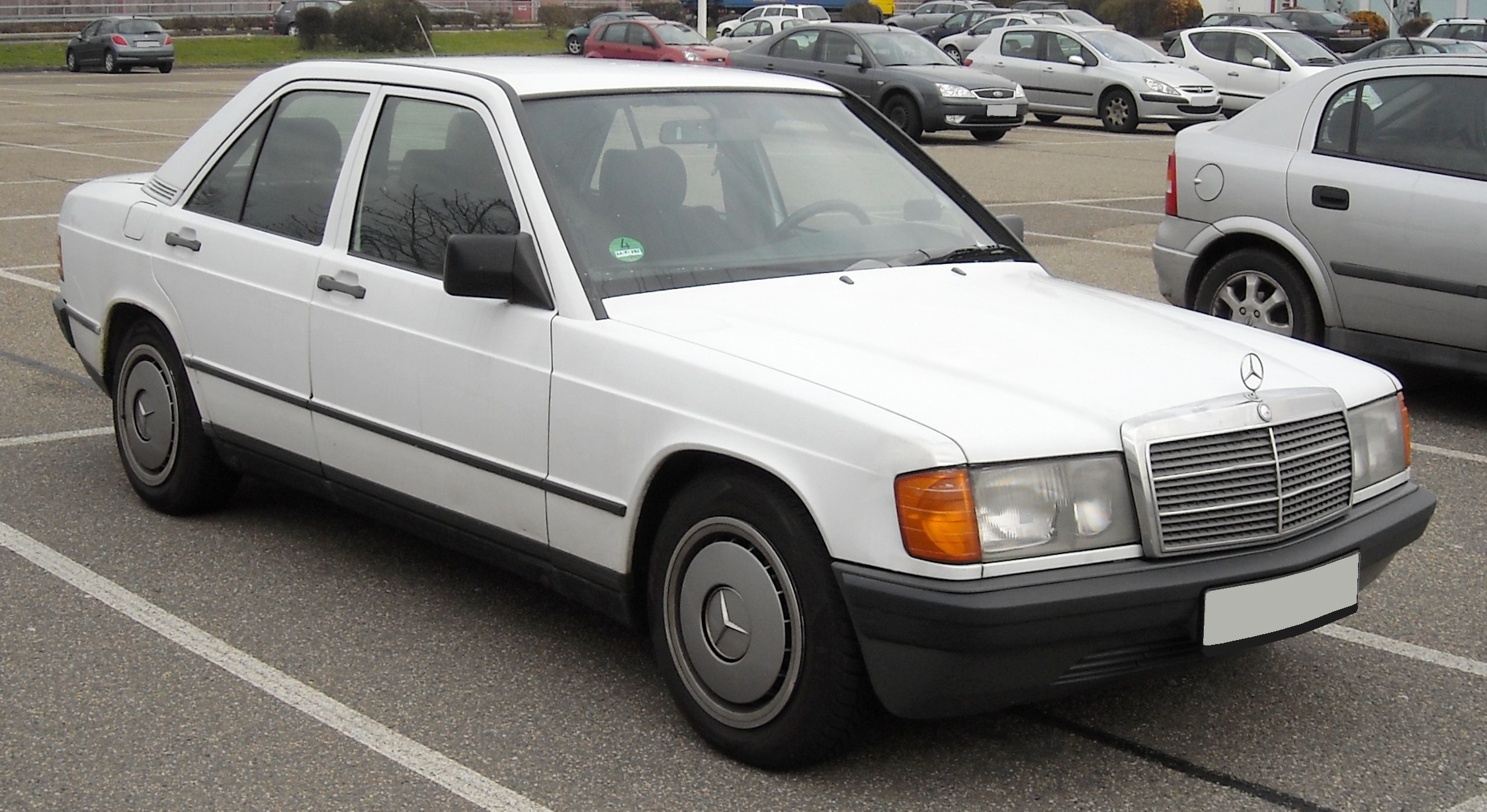
190（W201、1982年）。欧米では「ベイビー・ベンツ（Baby Benz）」、日本では「小ベンツ」と呼ばれた。

1983年、ダイムラー・ベンツの取締役会会長であるゲルハルト・プリンツが急死したことに伴い、同年12月にブライトシュベルトはその後任として同職に就任した。
ブライトシュベルトが開発を後押しした小型セダンの190（W201）は、発売当初は、それまでのメルセデス・ベンツブランドの高級車としてのイメージを毀損するものと言われることも少なくなかった。ブライトシュベルトは経営者となった後も同車の後押しを続け、同車は販売面で大きな成功を収め、「メルセデス・ベンツ」ブランドはニッチな高級大型乗用車という従来のイメージから、「フルラインナップのプレミアムブランド」に脱皮することに成功することになる。
しかし、同社の取締役会では財務部門の責任者であるエツァルト・ロイターと、同じく取締役のヴェルナー・ニーファーの一派が社内で有力となり、ブライトシュベルトの経営は彼らとの対立の中で行われることになった。

#### プロメテウス計画
会長となったブライトシュベルトは、ヨーロッパの他の自動車関連会社との共同プロジェクトとしてプロメテウス計画（PROMETHEUS、Programme for European Traffic with Highest Efficiency and Unprecedented Safety）を立ち上げた。これは自動車メーカー、電子機器などの自動車部品メーカー、大学や研究機関と共同で進められた自動車分野における開発プロジェクトである。このプロジェクトの成果として、後にメルセデス・ベンツ車に搭載されたものとしては、インテリジェントなクルーズコントロールである「ディストロニック・プラス」や、自動ブレーキシステムである「PRE-SAFE」といった技術が開発された。

#### 海外展開
ブライトシュベルトはそれまで関与が手薄だったアジア市場の開拓も進め、日本においては、それまでのヤナセをインポーターとする体制を改め、1986年に販売子会社としてメルセデス・ベンツ日本を設立した。

#### 退任
1987年、ドイツ銀行の頭取であるアルフレート・ヘルハウゼンがダイムラー・ベンツの監査役会会長となったことで、ブライトシュベルトによる経営は終わりを迎えた。ロイターの親友でもあるヘルハウゼンは、技術者出身のブライトシュベルトが大企業であるダイムラー・ベンツを主導していることに難色を示すとともに、ロイターが掲げていた「総合技術コンツェルン」という方針に賛同した。任期延長の見込みがないことをヘルハウゼンから告げられたブライトシュベルトは、1987年7月に「個人的な理由で」会長職を退き、その座をロイターに譲った。
結果として、ブライトシュベルトの在任中、メルセデス・ベンツ車の販売には190が大きく貢献し、年間の乗用車販売台数は約48万台（1983年）から約60万台（1987年）に増え、ダイムラー・ベンツの売上高は世界全体で60%以上増加し、単年度の純利益も1983年比で80%増加し、1986年の純利益は17億ドイツマルクに到達した。また、同期間にダイムラー・ベンツだけで、約16,000人の新規雇用が創出された。

### 退任後
会長職を退いた後、ブライトシュベルトは1988年から1993年までダイムラー・ベンツの監査役を務めた。新会長のロイターが進めた「総合技術コンツェルン」構想は数年で大きな失敗を露呈していったが、ダイムラー・ベンツそのものに忠実なブライトシュベルトは公にそのことを批判することはしなかった。その後の同社の会長たちが会社を傾けさせた末に去ることになったのとは対照的に、同社に利益をもたらし、最後まで忠節と礼儀を尽くしたブライトシュベルトは、退任後に同社を訪れた際も賓客として歓迎された。
後に、コンチネンタル、MTUフリードリヒスハーフェン、ツプリン、メルセデス・ベンツUSAにおいても監査役を務めた。
2000年代にはダイムラー・ウント・ベンツ財団の理事会を率いた。
2009年にブライトシュベルトはヨーロッパ自動車殿堂の殿堂入りを果たした。ダイムラー・ベンツ社とその前身企業の人物として、これはカール・ベンツ、ゴットリープ・ダイムラー、ヴィルヘルム・マイバッハ、ベラ・バレニー、ブルーノ・サッコに続くものだった。

## 代表作
ブライトシュベルトはダイムラー・ベンツの技術部門を率いている間にいくつかの車種の開発に携わっているが、中でも、最大の成果は190（W201）だと言われている。同車は高い安全性と快適性、製品寿命の長さといったメルセデス・ベンツ車の特徴をそのままに、同ブランドとしては初の小型セダンとして巨費を投じて開発された。同車の販売は大きな成功となり、ダイムラー・ベンツはメルセデス・ベンツ車の販売セグメントを小型車に拡大することにも成功した。加えて、同車の成功から後継車には新たに「Cクラス」という名称が与えられ、1990年代以降のメルセデス・ベンツ車のセグメントごとの明確な体系化の最初のステップともなった。
技術部門の責任者を務めていた間、ブライトシュベルトは完全に新世代となる車両群（下記）の開発を主導し、それらは1980年代に市場に投入され、メルセデス・ベンツの技術的な評判を高めた。
この時期の車両の外装（スタイリング）は基本的にブルーノ・サッコがスタイリングデザイン部門のチーフとして手掛けた。
市販車

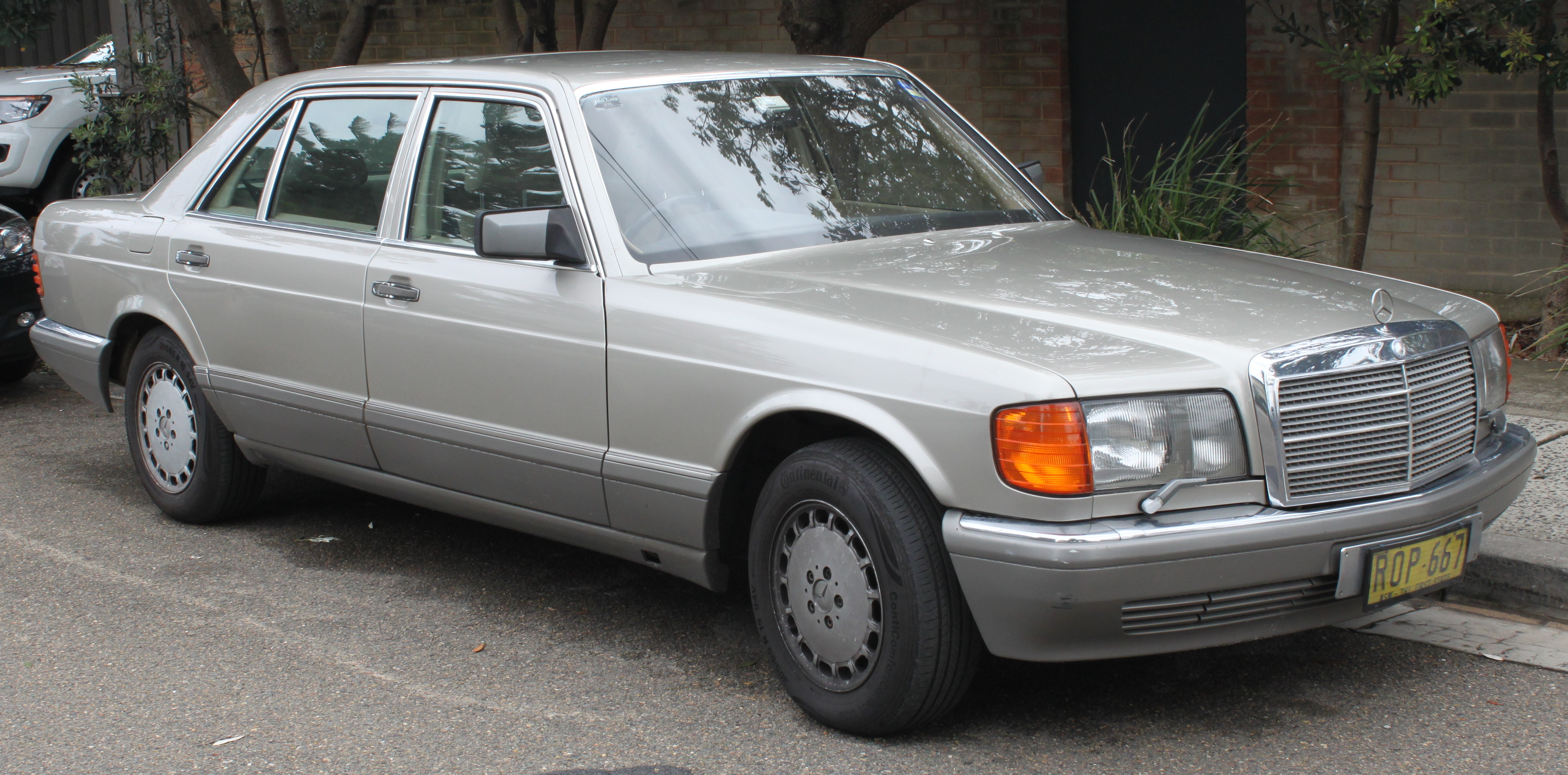
W126（1979年） Sクラス
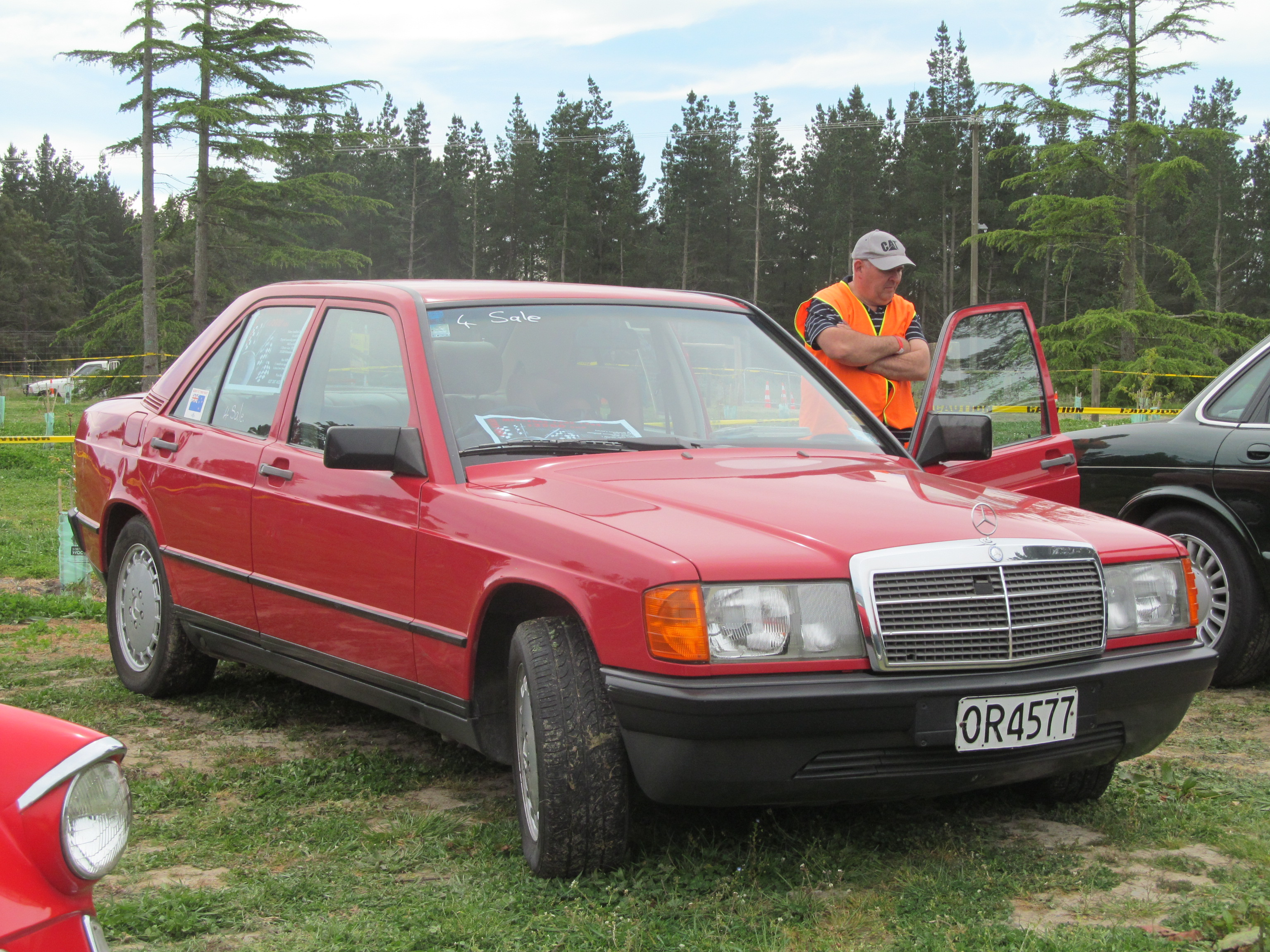
W201（1982年） Cクラスの前身
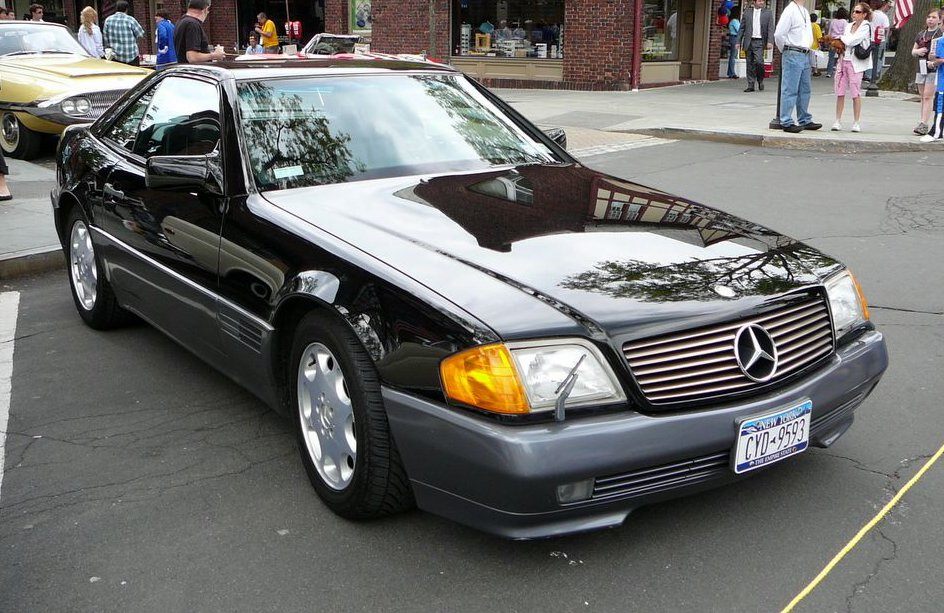
R129（1989年） SLクラス

試験車

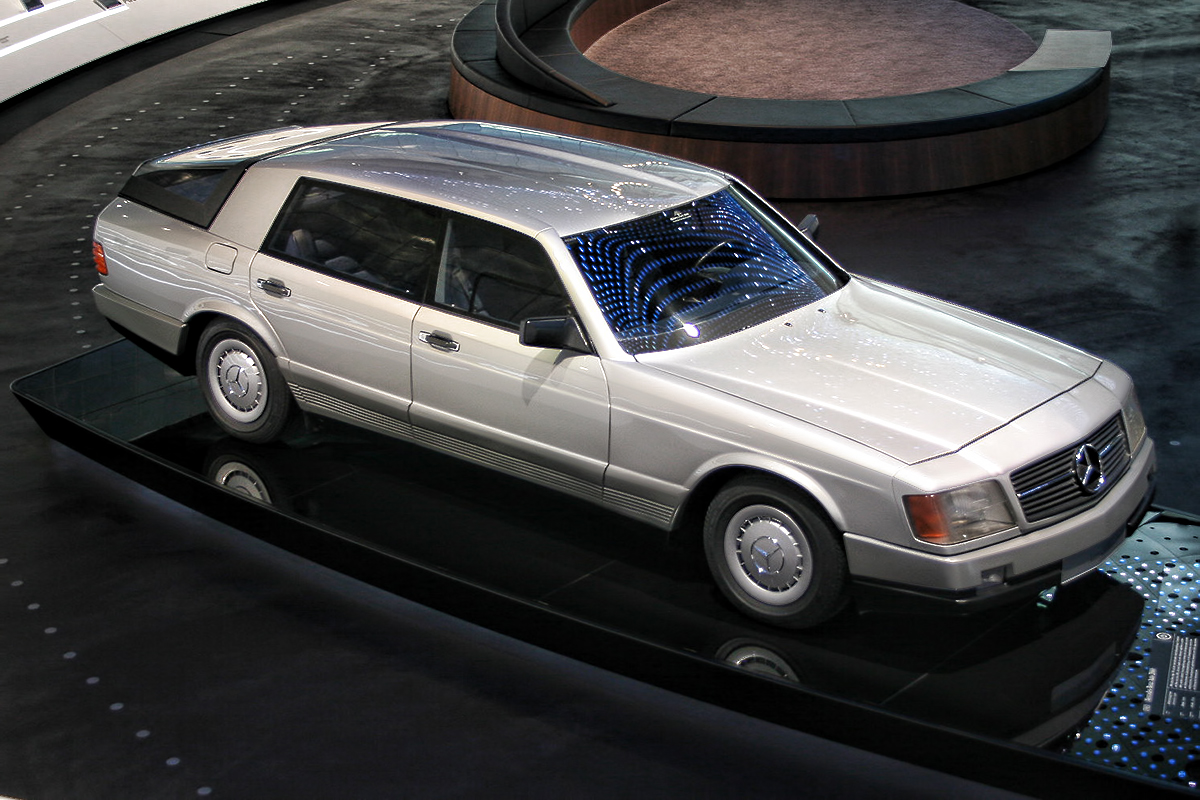
Auto 2000（1981年）

## 栄典
- 1979年・名誉教授（カールスルーエ工科大学）
- 1980年・オーストリア共和国功績勲章（英語版）
- 1985年・グラスホフ記念メダル（ドイツ技術者協会（英語版））
- 1987年・大功労十字章（ドイツ連邦共和国功労勲章）
- 1987年・市民メダル（ドイツ語版）（シュトゥットガルト市）
- 1991年・功労勲章（英語版）（バーデン＝ヴュルテンベルク州）
- 1998年・功労勲章（英語版）（ベルリン州）
- 2009年・ヨーロッパ自動車殿堂